# (37615) 1993 FX50
1993 FX50 (asteroide 37615) é um asteroide da cintura principal. Possui uma excentricidade de 0.12964270 e uma inclinação de 4.98500º.
Este asteroide foi descoberto no dia 19 de março de 1993 por UESAC em La Silla.